# Barbara Ludwiżanka
Barbara Ludwiżanka (ur. 24 stycznia 1908 w Stanisławowie, zm. 26 października 1990 w Warszawie) – polska aktorka teatralna i filmowa.

## Kariera
Pochodziła z lwowskiej rodziny o tradycjach artystycznych. Jej rodzice, Adam Ludwig (1875–1952) i Wanda Hendrich (1885–1961), byli pedagogami i śpiewakami operowymi. Ukończyła Szkołę Aktorską przy Konserwatorium Muzycznym w Poznaniu. Na teatralnej scenie debiutowała już w 1924 w Teatrze Polskim w Poznaniu, którego aktorką pozostała do roku 1937; z wyjątkiem lat 1930–1934, kiedy to grała w Teatrze im. J. Słowackiego w Krakowie. W 1937 przeniosła się do Łodzi, gdzie do wybuchu II wojny światowej występowała w Teatrze Miejskim. W czasie II wojny światowej przebywała w Warszawie. Została aresztowana i wywieziona na roboty przymusowe do III Rzeszy. Po wojnie i powrocie do kraju związała się ponownie z Teatrem im. J. Słowackiego w Krakowie (lata 1945–1947). W sezonie 1947–1948 grała po raz kolejny w Łodzi. Od 1948 występowała już tylko w teatrach Warszawy; w latach 1948–1965 w Teatrze Polskim, a następnie w latach 1965–1983 w Teatrze Współczesnym.
Na ekranie pojawiła się już w latach 20 XX w. Po II wojnie ś. do ról filmowych powróciła dopiero w 1963 roku. Swoje najsłynniejsze filmowe kreacje stworzyła w Sublokatorze (1966; reż. Janusz Majewski), Nocach i dniach (1975; reż. Jerzy Antczak), i epizod w Seksmisji (1983; reż. Juliusz Machulski). Wielokrotnie występowała w audycjach Polskiego Radia oraz w spektaklach Teatru Telewizji.

## Życie prywatne
Była drugą żoną aktora Władysława Hańczy. Małżeństwo trwało do śmierci Hańczy w 1977. Para nie miała dzieci.
Została pochowana wraz z mężem na cmentarzu Powązkowskim w Warszawie (kwatera 167-3-3).

## Filmografia

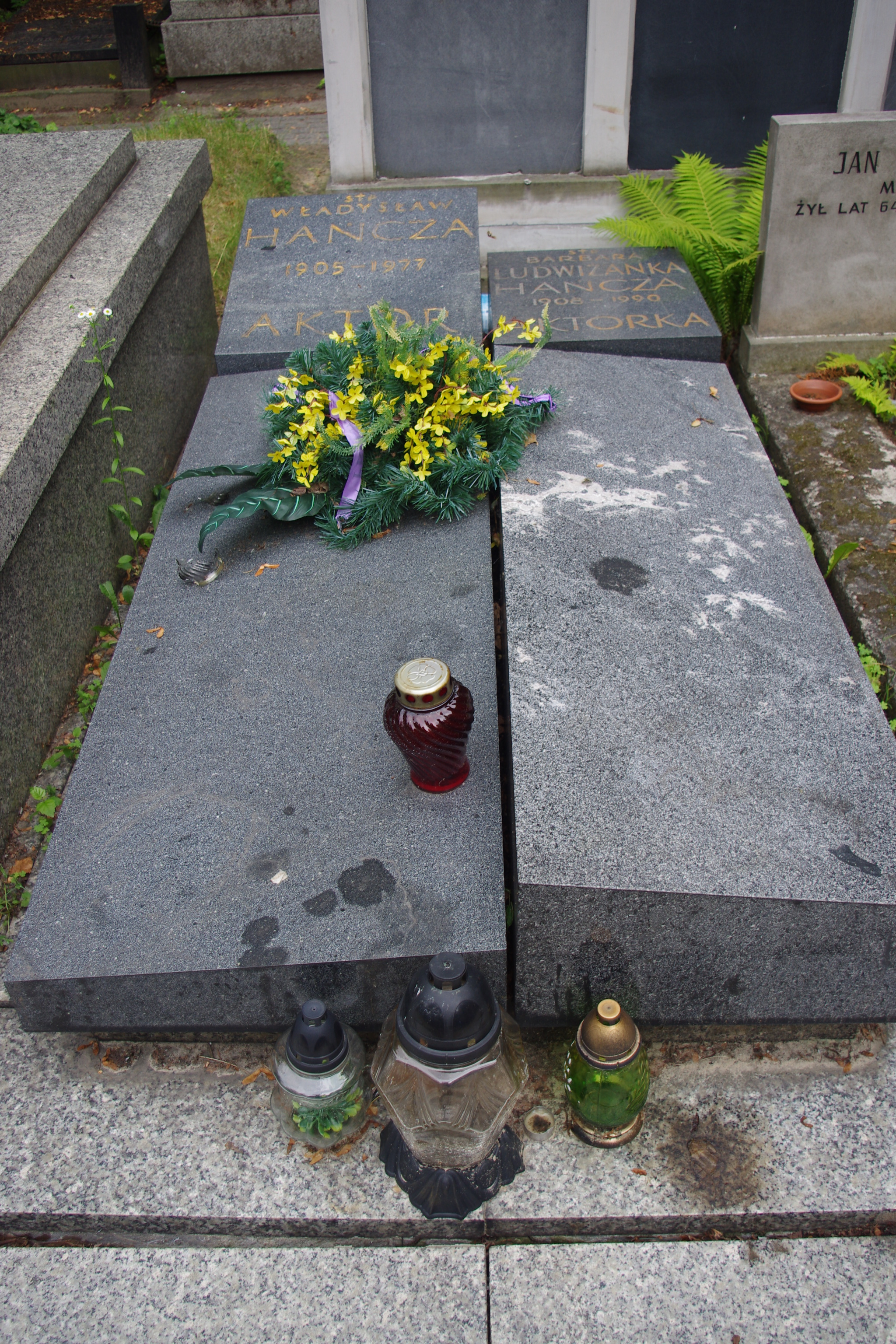
Grób aktorki na warszawskich Powązkach

- Milionowy spadkobierca (1928) jako prezeska klubu tępicielek łowców posagów
- Gwiaździsta eskadra (1930)
- Ubranie prawie nowe (1963) jako Weronika Binkowska, matka Róży
- Godzina pąsowej róży (1963) jako Genowefa, gosposia
- Sublokator (1966) jako Maria Orzechowska
- Piękny był pogrzeb, ludzie płakali (1967) jako Marcinkowska, wdowa po profesorze
- Poradnik matrymonialny (1967) jako matka Roksany
- Duch z Canterville (1967) jako Patrycja Otis, matka Virginni
- Zwariowana noc (1967) jako guwernantka Róża
- Bardzo starzy oboje (1967) jako Balbina
- Zjazd rodzinny (1968; film węgierski; oryginalny tytuł - Keresztelo) jako teściowa Menyherta
- Tabliczka marzenia (1968) jako ciotka Ludki
- Piąta rano (1969) jako babcia
- Jak zdobyć pieniądze, kobietę i sławę (1969) jako pani Klara
- Dzięcioł (1970) jako żona mjr. Przebóg-Łaskiego, teściowa Stefana
- Portfel (1970) jako Zofia Kwiatkowska, żona Łukasza
- 150 na godzinę (1971) jako "światowa" pani
- Kłopotliwy gość (1971) jako matka Piotrowskiego
- Chłopi (1971-72; serial TV) jako Jagustynka
- Chłopi (1973) jako Jagustynka
- Chłopcy (1973) jako hrabina de Profundis
- Domy z deszczu. Impresja z Konstantego Paustowskiego (1975) jako Marfusza
- Noce i dnie (1975) jako Jadwiga Ostrzeńska, matka Barbary
- Noce i dnie (1977; serial TV) jako Jadwiga Ostrzeńska, matka Barbary
- Granica (1977) jako Ziembiewiczowa, matka Zenona
- Wiśnie (1979) jako Julia
- Ciosy (1980) jako matka Teresy
- 07 zgłoś się (1976-87; serial TV) jako wdowa Izabella Wrońska z Czajkowskich (w odc. 10. pt. Grobowiec rodziny von Rausch z 1981)
- Seksmisja (1983) jako Julia Novack, najstarsza starowinka w Azylu Zasłużonej Starości
- Wedle wyroków twoich... (1983) jako stara Żydówka w areszcie
- Ceremonia pogrzebowa (1984) jako Michasia Cendrowska, gosposia
- Inna wyspa (1986) jako staruszka, pensjonariuszka zakładu
- Koniec świata (1988)

## Ordery i odznaczenia
- Krzyż Komandorski Orderu Odrodzenia Polski (1977)
- Krzyż Oficerski Orderu Odrodzenia Polski (1965)
- Złoty Krzyż Zasługi (11 lipca 1955)[2]
- Medal 10-lecia Polski Ludowej (19 stycznia 1955)[3]

## Nagrody
- Nagroda Ministra Kultury i Sztuki I stopnia za całokształt twórczości aktorskiej (1985)
- Srebrny Hugo na III Międzynarodowym Festiwalu Filmowym w Chicago – nagroda za najlepszą rolę kobiecą w filmie Sublokator w reż. Janusza Majewskiego (1967)
- Nagroda Główna na VI Międzynarodowym Festiwalu Filmowym w Panamie za najlepszą rolę kobiecą w filmie Sublokator (1967)
- Nagroda Komitetu do Spraw Radia i Telewizji (1967)